# Mattmar
Mattmar (Mattmarmål: [`ma̠tma̠ɾ]) är en småort i Mattmars distrikt (Mattmars socken) i Åre kommun i mitten av Jämtland. Den närmaste större grannorten är Mörsil. Mittbanan delar Mattmar i två delar.
Strax öster om Mattmar ligger Mattmars kyrkby med Mattmars kyrka.

## Befolkningsutveckling
| Befolkningsutvecklingen i Mattmar 1960–2015                      | Befolkningsutvecklingen i Mattmar 1960–2015 | Befolkningsutvecklingen i Mattmar 1960–2015 | Befolkningsutvecklingen i Mattmar 1960–2015 | Befolkningsutvecklingen i Mattmar 1960–2015 |
| ---------------------------------------------------------------- | ------------------------------------------- | ------------------------------------------- | ------------------------------------------- | ------------------------------------------- |
|                                                                  |                                             |                                             |                                             |                                             |
| År                                                               |                                             |                                             | Folkmängd                                   | Areal (ha)                                  |
| 1960                                                             | 1960                                        |                                             | 172                                         | ¤                                           |
| 1990                                                             | 1990                                        |                                             | 172                                         | 33#                                         |
| 1995                                                             | 1995                                        |                                             | 157                                         | 35#                                         |
| 2000                                                             | 2000                                        |                                             | 136                                         | 35#                                         |
| 2005                                                             | 2005                                        |                                             | 147                                         | 40#                                         |
| 2010                                                             | 2010                                        |                                             | 143                                         | 40#                                         |
| 2015                                                             | 2015                                        |                                             | 115                                         | 48#                                         |
| Anm.: ¤ Som tätortsbebyggelse med 150-199 invånare # Som småort. |                                             |                                             |                                             |                                             |

## Personer med anknytning till orten
- Georg Dalunde, boktryckare och skådespelare